# Bridgnorth (distretto)
Bridgnorth è stato un distretto dello Shropshire, Inghilterra, Regno Unito, con sede nella città omonima.
Il distretto fu creato con il Local Government Act 1972, il 1º aprile 1974 dalla fusione del municipal borough di Much Wenlock con il distretto rurale di Bridgnorth e gran parte del distretto rurale di Shifnal. Fu soppresso nel 2009 con la creazione dell'autorità unitaria dello Shropshire che comprende il territorio di tutti i precedenti distretti della contea.

## Parrocchie civili
- Acton Round
- Albrighton
- Alveley
- Astley Abbotts
- Aston Botterell
- Aston Eyre
- Badger
- Barrow
- Beckbury
- Billingsley
- Boningale
- Boscobel
- Bridgnorth
- Broseley
- Burwarton
- Chelmarsh
- Chetton
- Claverley
- Cleobury North
- Deuxhill
- Ditton Priors
- Donington
- Eardington
- Easthope
- Farlow
- Glazeley
- Highley
- Kemberton
- Kinlet
- Middleton Scriven
- Monkhopton
- Morville
- Much Wenlock
- Neen Savage
- Neenton
- Quatt Malvern
- Romsley
- Rudge
- Ryton
- Sheriffhales
- Shifnal
- Shipton
- Sidbury
- Stanton Long
- Stockton
- Stottesdon
- Sutton Maddock
- Tasley
- Tong
- Upton Cressett
- Worfield